# تسالوس (بازیگر)
تسالوس بازیگر نامدار نمایش‌های تراژدی در عهد اسکندر کبیر بود که همواره مورد عنایت مخصوص او قرار داشت. تسالوس پیش از جلوس اسکندر بر تخت سلطنت، به او خدمت می‌کرد و بعداً نیز اسکندر را در لشکرکشی‌اش به آسیا همراهی کرد. تسالوس برندهٔ مسابقات نمایشی جشنوارهٔ دیونیسیا در سال‌های ۳۴۷ و ۳۴۱ پیش از میلاد شد و در جشنوارهٔ تئاتر لنایا نیز مقام نخست را کسب کرد. او در سال ۳۳۶ نیز به عنوان فرستادهٔ اسکندر به دربار پیکسوداروس نقش بازی کرد و دخترش را برای اسکندر خواستگاری کرد، هرچند این وصلت انجام نگرفت. در سال ۳۳۲/۱ پیش از میلاد در مسابقات نمایشی از آتنودوروس شکست خورد؛ امری که اسکندر را بسیار برآشفته کرد. در سال ۳۲۴ پیش از میلاد در مراسم ازدواج دسته‌جمعی شوش به اجرای نمایش پرداخت.